# Karapîși, Mîronivka
Karapîși (în ucraineană Карапиші) este o comună în raionul Mîronivka, regiunea Kiev, Ucraina, formată numai din satul de reședință.

## Demografie
Componența lingvistică a comunei Karapîși
     Ucraineană (97,76%)
     Rusă (1,82%)
     Alte limbi (0,06%)
Conform recensământului din 2001, majoritatea populației comunei Karapîși era vorbitoare de ucraineană (97,76%), existând în minoritate și vorbitori de rusă (1,82%).

## Legături externe
- pl Karapysze în Dicționarul geografic al Regatului Poloniei și al altor țări slave, volum III (Haag — Kępy) anul 1882

- pl Karapysze în Dicționarul geografic al Regatului Poloniei și al altor țări slave, volum XV, p. 2 (Januszpol — Wola Justowska)1902